# Jacques Chevrier
Pour les articles homonymes, voir Chevrier (homonymie).
Jacques Chevrier, né le 20 avril 1934 à Rueil-Malmaison et mort le 29 août 2023 à Pleslin dans les Côtes-d'Armor, est un universitaire français, spécialiste des littératures francophones d'Afrique. Il est président de l'Association des écrivains de langue française (ADELF), vice-président du Cercle Richelieu Senghor, directeur du Centre international d'études francophones (université Paris IV - Sorbonne) et professeur émérite à l'université Paris IV - Sorbonne. Il est membre associé du Centre de recherche en littérature comparée à l'université Paris IV - Sorbonne.

## Carrière
Ancien élève de l'École normale supérieure de Saint-Cloud, agrégé de lettres modernes et docteur ès lettres (avec une thèse de doctorat sur Williams Sassine), Jacques Chevrier est, entre 1997 et 2003, titulaire de la chaire d'études francophones et dirige le Centre international d'études francophones de la Sorbonne.
Après avoir été consultant de l'UNESCO auprès de l'École normale supérieure de Bamako, au Mali, il effectue de nombreuses missions d'enseignement et de recherche dans la plupart des pays africains francophones, en Afrique australe, aux États-Unis, ainsi qu'en Europe centrale et orientale.

## Littératures africaines
Jacques Chevrier s'implique fortement dans la promotion des littératures francophones d'Afrique dont il est un spécialiste, puisqu'il est directeur de la collection « Monde noir poche » chez Hatier et de la collection « Archipels littéraires », aux éditions Moreux. Il est responsable du jury du Grand prix littéraire d'Afrique noire dont il est l'un des créateurs, et il fait partie du conseil d'administration du Festival international des théâtres francophones, du conseil d'administration de la Biennale de la langue française, ainsi que du conseil scientifique de la Revue des Littératures du Sud. Enfin, il préside la Société des études littéraires francophones (SOFRELIF) fondée sur son initiative en mai 2001.
On lui doit également la création en 2004 du prix Ahmadou-Kourouma, qu'il fonde dans le cadre du Salon international du livre et de la presse de Genève.

## Œuvres
Parmi la dizaine d'ouvrages consacrés aux littératures d'Afrique, on trouve notamment :
- Littérature nègre, A. Colin, 1re éd. 1974 Ouvrage récompensé en 1975 par le prix Broquette-Gonin de l'Académie française.
- L'Arbre à palabres. — Essai sur les contes et les récits traditionnels d'Afrique noire, Hatier, Paris, 1986  (ISBN 2218073897) Ouvrage récompensé par le prix Monsieur et Madame Louis-Marin de l'Académie des sciences d'outre-mer.
- Les Blancs vus par les Africains, Lausanne, éditions Favre, 1988  (ISBN 2828905365)
- Williams Sassine, écrivain de la marginalité , éditions du Cerf, Toronto, 1995, Collection L'un pour l'autre
- Littératures d'Afrique noire de langue française, Nathan, Paris, 1999  (ISBN 2091903329)
- Littératures francophones d'Afrique noire, Edisud, Paris, 2006  (ISBN 274490628X)

### Filmographie
- [vidéo] Conférence sur la littérature africaine, par Jacques Chevrier, reçu dans les locaux de l'université d'Évry-Val d'Essonne par l'association Une Ville, des Livres, dans le cadre de son projet 2011-2012 : "Saint-Louis du Sénégal, l'Ile des Lettres"